# Semiramide (Salieri)
Semiramide è un'opera in tre atti di Antonio Salieri, su un libretto del 1729 di Pietro Metastasio, intitolato originariamente Semiramide riconosciuta. La prima rappresentazione ebbe luogo al Teatro Cuvilliés di Monaco di Baviera durante la stagione di carnevale del 1782.

## Trama
L'azione ha luogo nell'antica Babilonia.
La vicenda ruota intorno al leggendario personaggio di Semiramide, secondo la tradizione creduta figlia di una ninfa. Divenuta sposa di Nino, re degli assiri, alla morte del marito Semiramide si sostituì al loro piccolo figlio e per un certo tempo regnò segretamente in sua vece su Babilonia. Riconosciuta, venne confermata al trono in virtù delle sue capacità.
Il libretto si basa su questa storia apportandovi alcune variazioni. Si immagina che Semiramide sia figlia di un re egiziano e che in gioventù sia fuggita per amore del principe indiano Scitalce, che poi, roso dalla gelosia scatenata in lui dal rivale Sibari, la getta nel Nilo. Semiramide si salva miracolosamente e diviene sposa di Nino. Alcuni anni dopo, quando Semiramide regna in incognito sugli assiri, in Babilonia si svolge il matrimonio della principessa battriana Tamiri. Nella città si radunano importanti personalità, tra cui Scitalce, Sibari e il fratello di Semiramide, Mirteo. La presenza di questi personaggi costringe Semiramide a svelare la propria identità.